# Petrov Gaj
Petrov Gaj (cyr. Петров Гај) – wieś w Bośni i Hercegowinie, w Republice Serbskiej, w mieście Prijedor. W 2013 roku liczyła 875 mieszkańców.